# Akolit
Akolit (lat. acolytus ← grč. ακόλουθος, akólouthos: pratilac ≃ grč. akoloutheȋn: slijediti; "pratilac jednoga puta") je četvrti od pet stupnjeva svećeničkog reda, danas četvrti od četiriju nižih crkvenih služba, nakon ukidanja podđakonata. Reforma Drugog vatikanskog sabora zadržala je crkvenu službu akolita. Akolit može biti i samostalna služba. Da bi pristupio u više redove, kandidat mora biti akolit.
Uveo ga je papa Higin, kad je uveo "manje" Božanske službe radi ispomoći Crkvi i "većim" službama. Dok u "veće", koje su uspostavili apostoli spadaju đakonat, svećenstvo i biskupska služba, u manje spadaju ostijarij, lektor, egzorcist, akolit i subđakon. U pripremi je postati svećenikom, pali i nosi svijeće u liturgijskomobredu te donosi vino i vodu na oltar.
U ranom kršćanstvu su se ove niže službe nazivale i nižim redovima. Dio je do kraja ostao samostalna služba, dok je dio ostao kao "stuba" prema svećeništvu. Svim su se kandidatima za svećeništvo dijelile posebnim obredom, koji je po sebi već prestao biti znakom. Stoga ga je Drugi vatikanski sabor i dokinuo. Premda je dio služba ostao, gubitak je što se često pri podjeljivanju tih služba izostavlja i liturgijski obred. Kod akolitata se zadržao. Korijeni akolitata su u 3. stoljeću, a zapovjedan je od petog stoljeća u crkvenoj zajednici. Najbliži je suradnik viših službenika u liturgiji. Akolitat se podjeljivao posebnim obredom, koji je liturgijski čin. Od biskupa je na početku mise kandidat primao ugašenu svijeću i prazne posudice za vino i vodu. Uvođenje u službu bilo je paljenje svijeće i donošenje punih posudica. Služba je ostala i do danas. Akolit ima jednu posebnu noviju čast u novije vrijeme, jer Crkva gleda vrlo ozbiljno na službe čitača i akolita. Akolitima su dodali mogućnost izvanrednog djelitelja sv. pričesti.  Prema uputama Crkve akolit kao izvanredni djelitelj Pričesti može biti samo kvalitetna kršćanska osobi dostatna teološkog znanja. Imenuje ga biskup i u službu ga uvodi javno. Crkveni zakon predviđa i pouku i liturgijsko odijelo ili barem neki liturgijski znak. Smatra se da ako bi izvanrednost postala redoviti čin, zajednica bi bolje prihvaćala da i vjernici laici u toj službi mogu zakonito vršiti svoje poslanje.
Akolit na svečanim misama nosi istoimeni svijećnjak.

## Vanjske poveznice
- [neaktivna poveznica] i 180[neaktivna poveznica] Andrija Kopilović: Upoznajmo govor liturgijskih znakova - Liturgijski znakovi sakramenata - Sakrament svetog reda: biskup, prezbiter i đakon, srpanj-kolovoz 2009.